# Regiunea Sibiu

Regiunea Sibiu în cadrul împărţirii administrative a României 1950-1952

Regiunea Sibiu a fost o diviziune administrativ-teritorială situată în zona de centru a Republicii Populare Române, înființată în anul 1950, când au fost desființate județele (prin Legea nr.5/6 septembrie 1950). Aceasta a existat până în anul 1952, când teritoriul său a fost încorporat în regiunile Stalin și Hunedoara. 

## Istoric
Reședința regiunii a fost la Sibiu, iar teritoriul său cuprindea o suprafață asemănătoare cu cea a actualului județ Sibiu, precum și partea vestică a actualului județ Brașov (cu orașul Făgăraș) și partea sudică a actualului județ Mureș (cu orașul Sighișoara). A fost desființată în 1952; raioanele Agnita, Făgăraș, Mediaș, Sibiu și Sighișoara au fost încorporate în Stalin, iar raionul Sebeșului în regiunea Hunedoara.

## Vecinii regiunii Sibiu
Regiunea Sibiu se învecina:
- 1950-1952: la est cu regiunea Stalin, la sud cu regiunile Argeș și Vâlcea, la vest cu regiunea Hunedoara, iar la nord cu regiunea Mureș.

## Raioanele regiunii Sibiu
Între 1950 și 1952, regiunea Sibiu cuprindea 6 raioane: Agnita, Făgăraș, Mediaș, Sebeș, Sibiu și Sighișoara.